# Былкылдак (Западно-Казахстанская область)
Былкылдак (каз. Былқылдақ) — упразднённое село в Сырымском районе Западно-Казахстанской области Казахстана. Входило в состав Жосалинского сельского округа. Исключено из учётных данных в 2024 году.
Код КАТО — 275847200.

## Население
В 1999 году население села составляло 232 человека (115 мужчин и 117 женщин). По данным переписи 2009 года, в селе проживали 4 человека (3 мужчины и 1 женщина).